# Margot Vidal-Genève
Margot Vidal-Genève est une joueuse française de basket-ball, née le 17 novembre 1995 à Annemasse.

## Biographie
De 2008 à 2012, elle est au centre de formation de Challes-les Eaux. De 2012 à 2013, elle rejoint le Hainaut puis Nice, où elle retrouve son entraîneur à Challes Rachid Meziane. 
Après trois années au Cavigal Nice (1,7 point, 1,2 rebond et 1,0 passe décisive en 33 rencontres en 2015-2016) marquée notamment un titre de championne de Ligue 2 en 2014-2015, elle signe durant l'été 2016 avec le club allemand de ChemCats Chemnitz.
Après deux années en Allemagne (8,6 points et 3,3 passes décisives en 2017-2018), elle effectue pour 2018-2019 son retour avec le club de Nice relégué en Ligue 2. Après une saison réussie 7 points et 3,3 passes décisives sur la Côte d'Azur, elle signe pour 2019-2020 avec l'USO Mondeville qui descend de LFB.
Elle signeà l'été 2019 pour Mondeville, club relégué en Ligue 2 pour 3,9 points à 38,7% de réussite aux tirs, 1,7 rebond et 2,6 passes décisives pour une évaluation moyenne de 5,2 en 21 minutes de jeu durant la saison 2019-2020. Le 8 mars 2020, lors du match retour face à Reims, après seulement deux minutes et cinq secondes de jeu, elle subit une rupture de l'aponévrose plantaire. Elle n'est pas conservée par le club pour la saison suivante .

## Clubs
- 2001-2006 :  Annemasse
- 2006-2007 :  Saint-Julien-en-Genevois
- 2007-2008 :  Annecy ASA
- 2008-2012 :  Challes-les-Eaux Basket
- 2012-2013 :  Saint-Amand Hainaut Basket
- 2013-2016 :  Cavigal Nice Basket 06
- 2016-2018 :  ChemCats Chemnitz
- 2018-2019 :  Cavigal Nice Basket 06
- 2019-2020 :  USO Mondeville

## Équipe de France
Elle est membre de l'Équipe de France de basket-ball féminin des 20 ans et moins qui dispute la finale du championnat d'Europe avec des statistiques de 4,4 points, 3,8 rebonds et 1,2 passe décisive.

## Palmarès
- Médaille d'argent au Championnat d'Europe des moins de 20 ans 2015[9]
- Championne de France Espoirs LFB en 2012
- Championne de France Ligue 2 : 2015
- Challenge Round LFB 2016[10].